# 五月の夜 (オペラ)
『五月の夜』（ごがつのよる、ロシア語: Майская ночь）は、ニコライ・リムスキー＝コルサコフが作曲し、1880年に上演された3幕からなるロシア語のオペラ。初期の『プスコフの娘』（1872年）以来、リムスキー＝コルサコフが書いた2番目のオペラである。
ニコライ・ゴーゴリの『ディカーニカ近郷夜話』に収める物語「五月の夜、または水死女」を元にして、リムスキー＝コルサコフ本人がリブレットを書いた。
1880年1月9日（グレゴリオ暦1月21日）にサンクトペテルブルクのマリインスキー劇場で、ナプラヴニクの指揮によって上演された。村長をフョードル・ストラヴィンスキー、カレニクをイヴァン・メルニコフが演じた。
作品の中にはサンクトペテルブルク音楽院のリムスキー＝コルサコフの同僚であったアレクサンドル・ルベツ(Александр Иванович Рубец)が1872年に出版したウクライナ民謡集から採られた8曲のウクライナ民謡が使われている。

## 登場人物
- 村長（バス）
- レフコ（テノール）- 村長の息子。
- ハンナ（メゾソプラノ）- レフコの恋人。
- カレニク（バリトン）
- 村の書記（バス）
- 酒作り職人（テノール）
- 村長の義姉（アルト）
- パンノチカ[2]（ソプラノ）- 死んでルサルカになった娘。
- 雌鶏、カラス、継母（ルサルカたち、いずれもメゾソプラノ）

## あらすじ

### 第1幕
若者たちが歌い踊っている。レフコはバンドゥーラを弾きながら歌う。レフコとハンナは冗談を言いあい、愛しあう。ハンナの要望に応えて、レフコは湖のほとりの古い館の話を語る。昔々、やもめ男がその館に娘（パンノチカ）と住んでいた。男は再婚するが、再婚相手は魔女で、家から追い出された娘は湖に身を投げて自殺した。娘はルサルカに変わり、仲間とともに継母を湖に引きずり込んで溺死させた。しかし継母もルサルカになった。
カレニクが泥酔して登場し、ホパークを踊ろうとする。娘たちは彼を村長の家へ送り届ける。
村長はハンナに求婚するが断られる。レフコは怒って他の若者とともに村長を罵倒する歌を歌う。

### 第2幕
村長の家で、村長とその義姉、酒作り職人の3人が湖のほとりの古い館を蒸留所として使う相談をしていると、カレニクが自分の家とまちがえてやってきて、ひとりごとで村長を罵る。村長が彼を追いだそうとしたところに窓に石が投げつけられ、村長は呪いの言葉を吐く。酒作り職人はそれを聞きとがめ、自分の継母が呪いの言葉を吐いたために死んだという話を物語る。
家の外でレフコと仲間は村長を罵倒する歌を歌う。村長は出てきて悪魔の仮装に身を包んだ男（中身はレフコ）をつかまえようとするが、明かりが消えたのを幸いに、レフコの仲間は村長の義姉に悪魔の仮装を着せる。村長は彼女を犯人と思って物置に閉じこめる。村の書記が悪魔をつかまえたことを報告に来たので村長は驚いて物置を見ると、義姉が大量の呪いの言葉を吐き続けていた。
村長らは書記のつかまえた犯人が本物の悪魔かどうか話しあう。おそるおそる留置場の鍵をあけると、中にいたのはまたしても村長の義姉であった。実は村長たちが到着する前に若者たちが義姉をつかまえてレフコと取りかえておいたのだった。さらに容疑者が捕えられたと連絡がはいるが、カレニクにすぎなかった。

### 第3幕
夜、湖のほとりの古い館の前でレフコがハンナを思って歌っていると、ルサルカたちが現れてホロヴォードを踊る。かつてパンノチカであったルサルカは、どれが継母の魔女であるかを見分けてほしいと願う。レフコはうまく継母を探しあて、継母は沈められる。ルサルカはお礼に村長あての手紙を渡す。
翌朝レフコは逮捕され、投獄されそうになるが、書記が手紙を読むとそれはコミッサールからで、レフコとハンナをただちに結婚させるように村長に命じる内容であった。ふたりを祝福する若者たちの合唱で劇を終える。